# 黄花水龙
黄花水龙（学名：[Ludwigia peploides subsp. stipulacea] 错误：{{Lang}}：文本有斜体标记（帮助））是柳叶菜科丁香蓼属的亚种。分布在日本以及中国大陆的福建、浙江、广东等地，生长于海拔50米至200米的地区，一般生长在运河、池塘边及水田湿地，目前尚未由人工引种栽培。